# Émile Loubon
Émile Charles Joseph Loubon (12. ledna 1809, Aix-en-Provence – 3. května 1863, Marseille) byl francouzský malíř krajinář. Je znám svými panoramatickými provensálskými krajinami plnými postav a zvířat.

## Životopis
Émile Loubon byl synem Noëla Augustina Françoise Loubona, bohatého obchodníka. Původně studoval kresbu u Jean-Antoine Constantina, Françoise Marius Graneta a Louise Mathurina Clériana (1768–1851). Posledně jmenovaný, který také působil jako ředitel École de dessin d'Aix-en-Provence (Škola kreslení v Aix-en-Provence), měl podle všeho největší vliv na jeho styl.
V roce 1829 ho Granet pozval do Říma, kde se kromě malířství seznámil s architekturou. Právě tam začal malovat krajinu a zůstal zde dva roky. V roce 1831 se vrátil do Francie, do Paříže, kde se stýkal s dalšími mladými umělci; zejména Thomasem Couturem, s nímž spolupracoval na díle, které připravoval pro kostel Saint-Jean-de-Malte (Aix-en-Provence). V roce 1833 mu byla na pařížském Salonu udělena medaile.
Náhlý finanční krach jeho otce v roce 1845 si vynutil rychlý návrat do Aix. Jeho strýci, který byl asistentem na École des beaux-arts v Marseilje, se podařilo získat mu místo na této škole. Brzy upoutal pozornost svou snahou najít nové, realističtější způsoby výuky kreslení. Během této doby také vytvořil první Salon pro „přátele umění“ v Marseille. Salon přitahoval účastníky jako Eugène Delacroix, Camille Corot a Prosper Marilhat. Po roce 1848 byla činnost Salonu pozastavena z důvodu nepříznivých politických událostí. Následující rok strávil Loubon nějaký čas na Blízkém východě a vytvořil několik orientalistických obrazů.
V roce 1853 uspořádal druhou výstavu Salonu, která byla příznivě hodnocena. Tehdy začal vyjadřovat nechuť k modré barvě, v jeho pozdějších dílech se modrá měnila na šedou či hnědou.
Pravděpodobně měl vážné manželské problémy, jeho žena byla zjevně velmi rozmazlená a nevrlá. Vyjádřil také hořkost ze světa umění obecně a řekl, že byl vykořisťován a jeho díla zneužita.
Po mnoho let byl velmi nemocný a v roce 1863 podlehl rakovině střev. Z jeho pozoruhodných studentů lze zmínit Joseph-Marius Cabasson, Édouard-Auguste Imer a Alphonse Moutte.

## Galerie

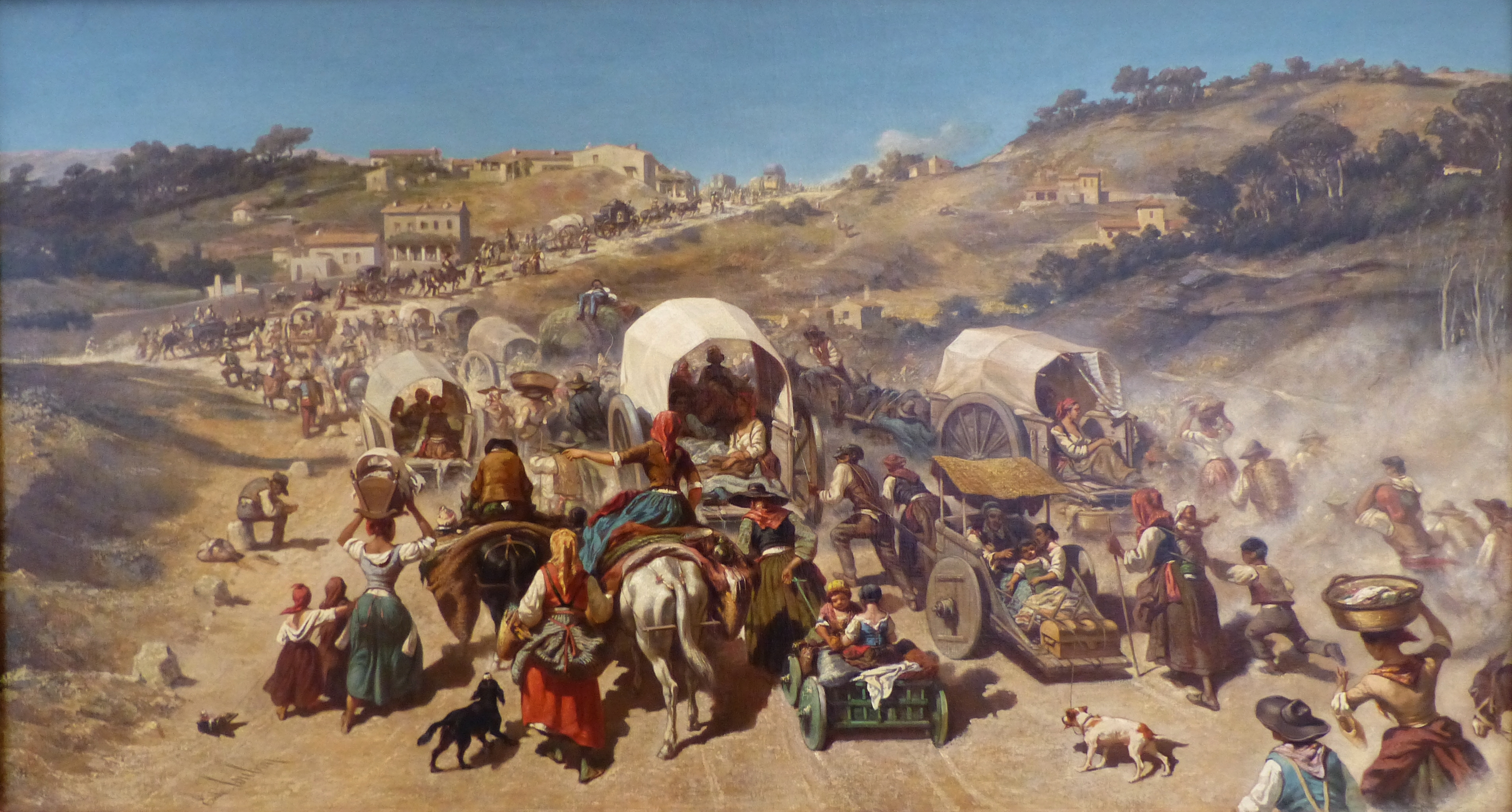
Útěk před epidemií cholery
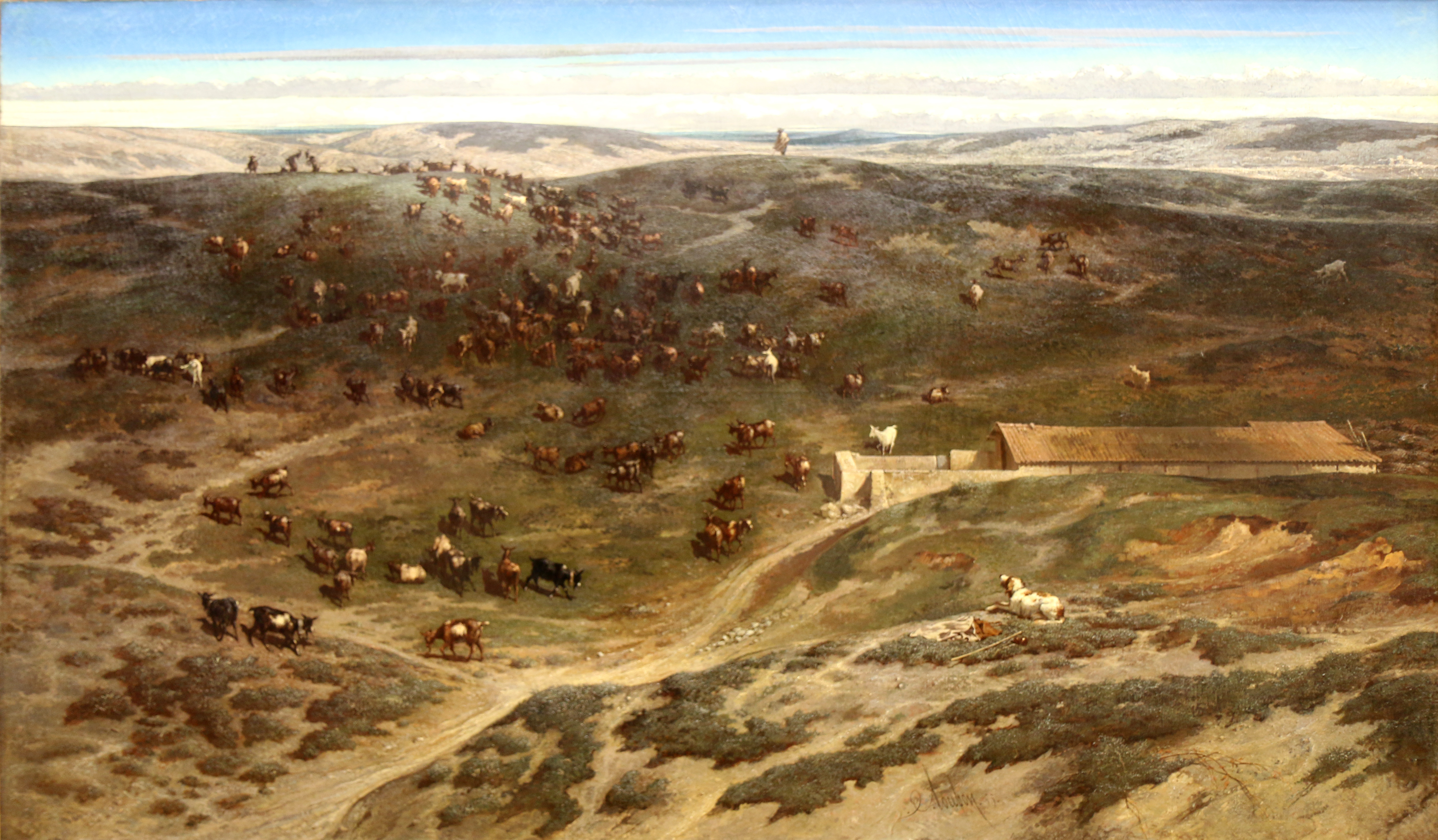
Le Col de la Gineste
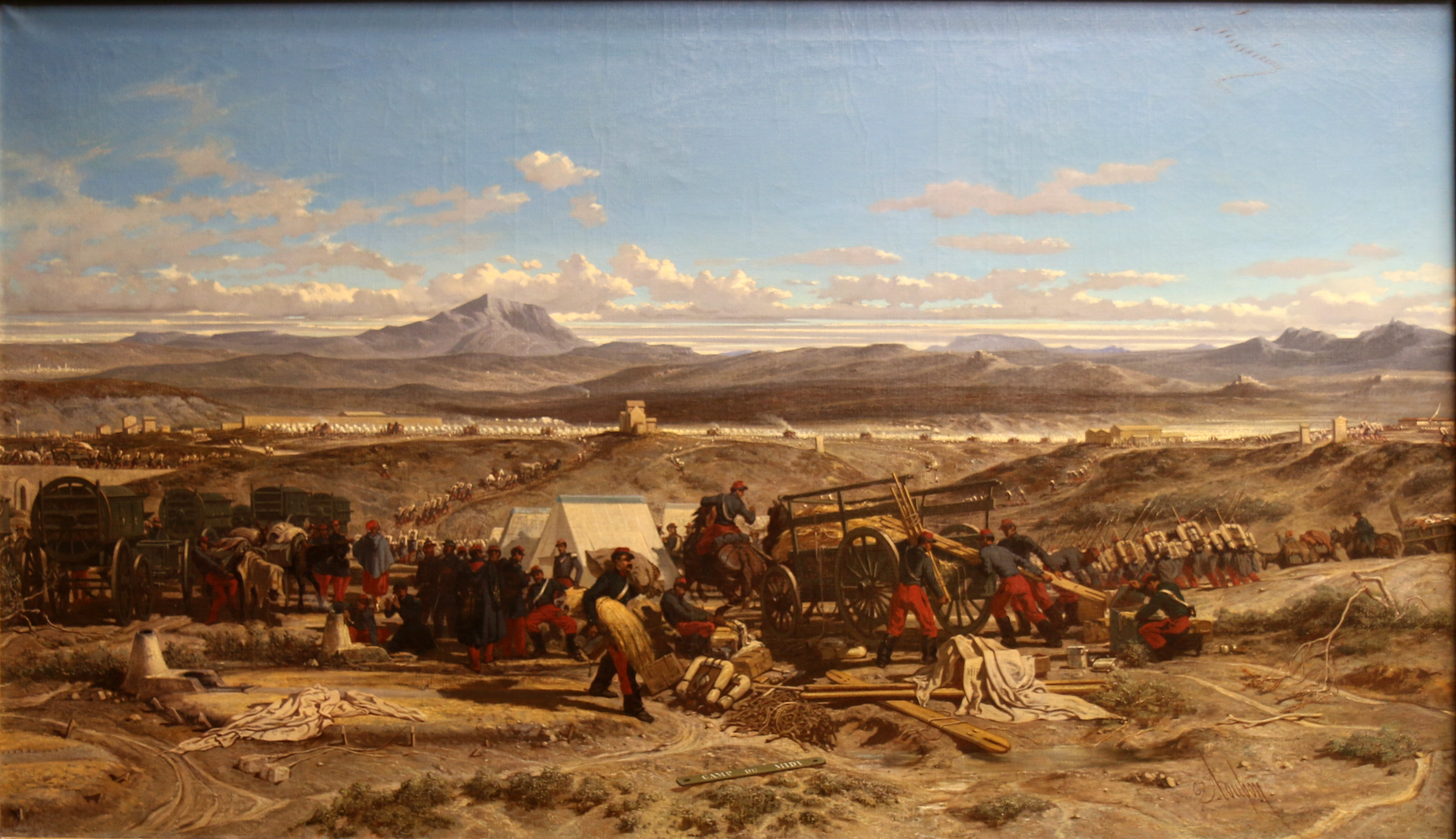
Založení tábora - poledne
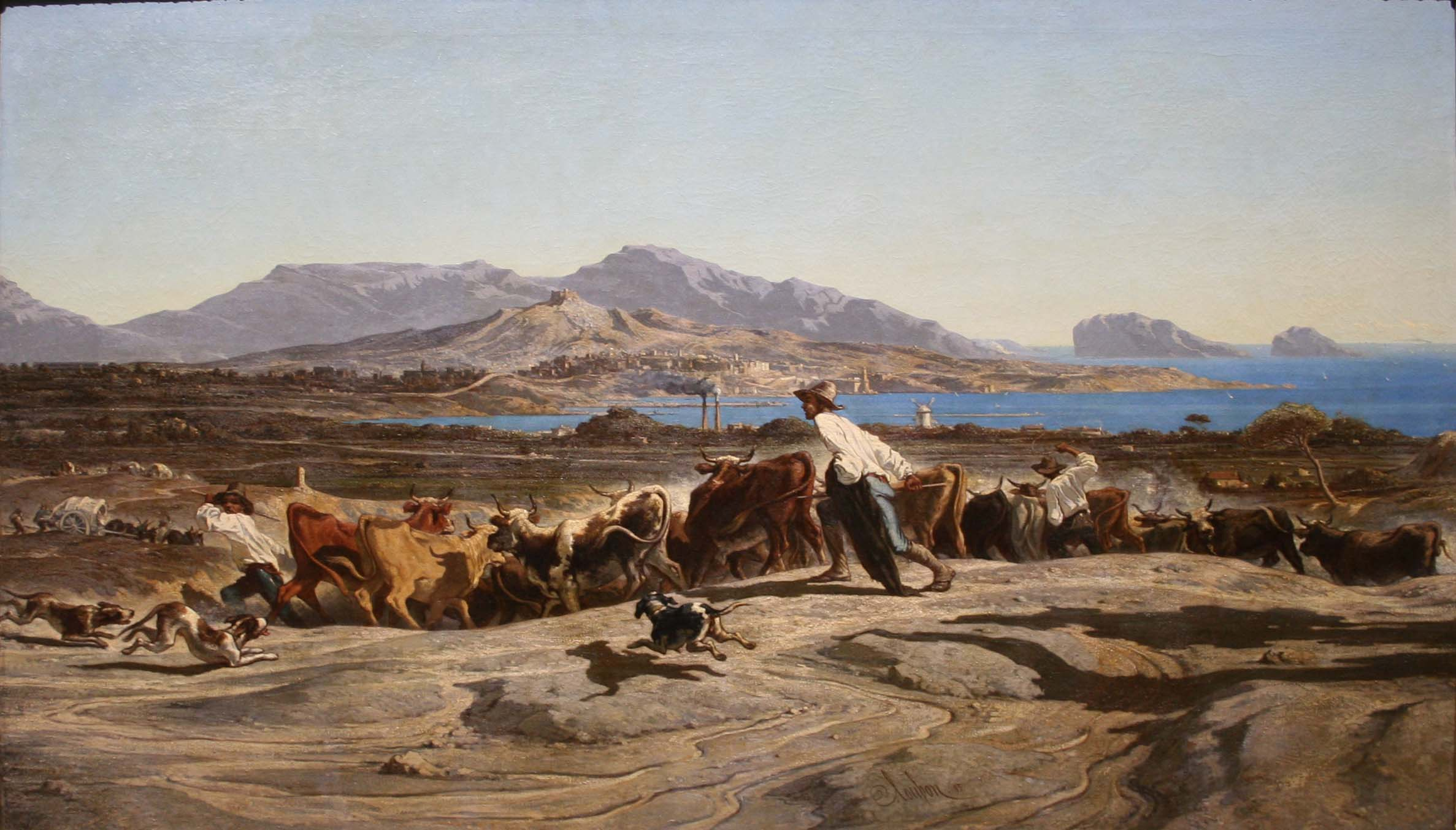
Pohled na Marseille